# Lijst van weg- en veldkapellen in Noord-Brabant
Dit is een onvolledige lijst van veldkapellen in de provincie Noord-Brabant. Veldkapellen komen vooral in het zuiden van Nederland voor en werden dikwijls gebouwd ter verering van een heilige. In andere delen van Nederland zijn ze zeldzamer.
| Kapel                                                                | Adres                                               | Plaats                                                            | Bouwperiode      | Architect                             | Foto           |
| -------------------------------------------------------------------- | --------------------------------------------------- | ----------------------------------------------------------------- | ---------------- | ------------------------------------- | -------------- |
| Mariakapel                                                           | Raadhuisstraat-Kerkhoflaan                          | Aalst, kerkdorp in de gemeente Waalre                             | 20e eeuw en 2006 |                                       |                |
| Mariakapel                                                           | Sint Jozefplein                                     | Asten                                                             | 1952             |                                       |                |
| Mariakapel                                                           | Kerkwijk                                            | Berlicum                                                          | 1939             | Joseph Cuypers                        |                |
| Mariakapel                                                           | Sassenheimseweg                                     | Berlicum                                                          |                  |                                       |                |
| Mariakapel                                                           | Torenstraat                                         | Berlicum                                                          |                  |                                       |                |
| Onze-Lieve-Vrouw van de Heikantkapel                                 | Heikantweg                                          | Best                                                              |                  |                                       |                |
| Sint-Annakapel                                                       | Kapelweg 21                                         | Best-Aarle                                                        | 1628 en 1837     |                                       |                |
| Mariakapel                                                           | Hogevleutweg 1                                      | Best-Vleut                                                        |                  |                                       |                |
| Maria Assumpiakapel (Dankkapel)                                      | Molenkampseweg                                      | Best-Vleut                                                        | 1950             | Karel Olfers                          |                |
| Mariakapel                                                           | Sint Corneliusweg                                   | Bokhoven, dorp in de gemeente 's-Hertogenbosch                    |                  |                                       |                |
| Sint-Corneliuskapel                                                  | Graaf Engelbertstraat                               | Bokhoven, dorp in de gemeente 's-Hertogenbosch                    | 1946             |                                       |                |
| Mariakapel                                                           | De Kuilen                                           | Breugel, dorp in de gemeente Son en Breugel                       | 1946 en 1970     | Jos. Bedaux                           |                |
| Mariakapel (Kapel op de Keer)                                        | Bosscheweg-Keerdijk                                 | Den Dungen, dorp in de gemeente Sint-Michielsgestel               | 1949             | Fr. Verhees                           |                |
| Mariakapel                                                           | Eindsestraat                                        | Dongen                                                            | 1934-1935        |                                       |                |
| Onze-Lieve-Vrouw Hart van Mariakapel (Bevrijdingskapel)              | Wilhelminaplein-Nieuwstraat (Vredeoordpark)         | Dongen                                                            | 1950             |                                       |                |
| Sint-Hubertuskapel                                                   | Steegerf                                            | Drunen, plaats in de gemeente Heusden                             | 1994-1995        |                                       |                |
| Maria Reginaekapel                                                   | Heikant-Smaldijkje                                  | Esch, dorp in de gemeente Haaren                                  | 1954             |                                       |                |
| Wonderbare Moederkapel (Onze-Lieve-Vrouw van Grasweide)              | Kapelstraat 43a                                     | Elshout, plaats in de gemeente Heusden                            | 1964             |                                       |                |
| Mariakapel                                                           | Attelakenseweg                                      | Etten-Leur                                                        | 1934 en 1985     |                                       |                |
| Mariakapel                                                           | Haansberg                                           | Etten-Leur                                                        | Ca. 1962         |                                       |                |
| Mariakapel ('t Kapelleke)                                            | Markt 2                                             | Etten-Leur                                                        | 1952             |                                       |                |
| Mariakapel (Bremberg)                                                | Moerdijkse Postbaan                                 | Etten-Leur                                                        | 1944             |                                       |                |
| Mariakapel                                                           | Kapellaan-Broekstraat                               | Gassel, dorp in de gemeente Grave                                 | 1958             |                                       |                |
| Mariakapel                                                           | Veldstraat-Kapellaan                                | Geffen, dorp in de gemeente Maasdonk                              | 1950             |                                       |                |
| Onze-Lieve-Vrouw van Altijddurende Bijstandskapel                    | Bavelseweg 3                                        | Gilze, dorp in de gemeente Gilze en Rijen                         | 1946             |                                       |                |
| Mariakapel                                                           | Kerkstraat-Alphensebaan                             | Gilze, dorp in de gemeente Gilze en Rijen                         |                  |                                       |                |
| Maria, Hoge Hertogin van Brabantkapel (Mariakapel)                   | Arnoud van Gelderweg                                | Grave                                                             | 1947             |                                       |                |
| Mariakapel                                                           | Sint Elisabethstraat 35                             | Grave                                                             | 1689             |                                       |                |
| Mariakapel (Maria in 't veld)                                        | Helvoirtseweg                                       | Haaren                                                            | 1992             |                                       |                |
| Grafkapel (Fam. Prinzen-Raymakers)                                   | Begraafplaats, Molenstraat                          | Helmond                                                           | 1883             |                                       |                |
| Onze-Lieve-Vrouw van Binderen, Lelie onder de Doornenkapel           | Binderen                                            | Helmond                                                           | 1946             |                                       |                |
| Sint-Jozefkapel (Gedachteniskapel)                                   | Hortensiapark                                       | Helmond                                                           | 1948 en 1995     | Hans en Nico van der Laan             |                |
| Sint-Josephkapel                                                     | Wethouder van Wellaan                               | Helmond                                                           | 1995             |                                       |                |
| Mariakapel                                                           | Lepelstraat                                         | 's-Hertogenbosch                                                  | 19e eeuw         |                                       |                |
| Mariakapel, aangemerkt als gemeentelijk monument                     | Helkantsedijk 2                                     | Hooge Zwaluwe, dorp in de gemeente Drimmelen                      | 1956             |                                       |                |
| Onze-Lieve-Vrouwekapel (Mariakapel)                                  | Daniël de Brouwerstraat 28                          | Huize Padua, buurtschap in de gemeente Boekel                     | 1878             |                                       |                |
| Onze-Lieve-Vrouw van Altijddurende Bijstandkapel                     | Pater Petrusstraat-Daniël de Brouwerstraat          | Huize Padua, buurtschap in de gemeente Boekel                     | 1871             |                                       |                |
| Biesboschkapel                                                       | Bandijk 47                                          | Kievitswaard, buurtschap in de gemeente Altena                    | 1950             |                                       |                |
| Mariakapel                                                           | Eerselseweg 2 5511 KM Knegsel                       | Knegsel in de Gemeente Eersel                                     |                  |                                       |                |
| Sint-Janskapel                                                       | Kapelstraat-Strijperpad                             | Leenderstrijp, buurtschap in de gemeente Heeze-Leende             | 1843             |                                       |                |
| Mariakapel                                                           | Heerstraat                                          | Leenderstrijp, buurtschap in de gemeente Heeze-Leende             | 18e en 19e eeuw  |                                       |                |
| Mariakapel                                                           | Finantien-Kasteellaan                               | Loon op Zand                                                      | 1939 en 1998     | Jos. Bedaux                           |                |
| Mariakapel                                                           | Sint-Sebastiaanweg                                  | Mierlo, dorp in de gemeente Geldrop-Mierlo                        | 1951             |                                       |                |
| Mariakapel (De Vrouwe van de Moerdijkkapel)                          | Moerdijkseweg (westelijke kruising Lapdijk)         | Moerdijk                                                          | 1939 en 1967     | Jos. Bedaux                           |                |
| Sint-Annakapel                                                       | Kapelstraat 2                                       | Molenschot, dorp in de gemeente Gilze en Rijen                    | 1550             |                                       |                |
| Kruiskapel                                                           | Hooidonk                                            | Nederwetten, gehucht in de gemeente Nuenen, Gerwen en Nederwetten | 1953             | Hendrik Valk                          | Kapel Hooidonk |
| Sint-Antoniuskapel                                                   | Stationsweg                                         | Nuenen, dorp in de gemeente Nuenen, Gerwen en Nederwetten         | 1987             | H. Thomassen                          |                |
| Mariakapel                                                           | Abdijlaan (Kloostertuin)                            | Nieuwkuijk, plaats in de gemeente Heusden                         | 1945             |                                       |                |
| Mariakapel                                                           | Achterstraat 13                                     | Nieuw-Vossemeer, dorp in de gemeente Steenbergen                  | 2004             |                                       |                |
| Processiepark, Kruiswegstatiekapelletjes (Genade-oord)               | Marialaan                                           | Ommel, dorp in de gemeente Asten                                  | 1905-1906        |                                       |                |
| Sint-Matthiaskapel                                                   | Blauwstraat-Vloetweg                                | Oploo, kerkdorp in de gemeente Sint Anthonis                      |                  |                                       |                |
| Maria, Onbevlekte Ontvangeniskapel (Onze-Lieve-Vrouw van Empelkapel) | Empelse Dijk                                        | Oud-Empel, dijkdorp in de gemeente 's-Hertogenbosch               | 2000             | N. van Engelen                        |                |
| Mariakapel                                                           | Hoofdstraat-Hoeksestraat                            | Rijen, dorp in de gemeente Gilze en Rijen                         | 1947             |                                       |                |
| Mariakapel                                                           | Walsert                                             | Rijkevoort-De Walsert, buurtschap in de gemeente Sint Anthonis    | 2017             |                                       |                |
| Onze-Lieve-Vrouw van de Berg Carmelkapel                             | Sint Martinusstraat-Raadhuisstraat (driehoek)       | Rucphen                                                           | 1936             |                                       |                |
| Mariakapel                                                           | Runstraat                                           | Schaijk, dorp in de gemeente Landerd                              |                  |                                       |                |
| Mariakapel                                                           | Udensedreef 5 (Tuin, Verpleeghuis de Nieuwe Hoeven) | Schaijk, dorp in de gemeente Landerd                              |                  |                                       |                |
| Mariakapel                                                           | Roosendaalsebaan-Hoeksestraat                       | Schijf, dorp in de gemeente Rucphen                               | 1934             |                                       |                |
| Mariakapel                                                           | Markt                                               | Schijndel                                                         | 1953             |                                       |                |
| Mariakapel                                                           | Molenweg Zuid                                       | Schijndel                                                         |                  |                                       |                |
| Mariakapel                                                           | Oude Breestraat 42                                  | Sint Anthonis                                                     | 1947             |                                       |                |
| Mariakapel                                                           | Op ‘t Hoogveld                                      | Sint Anthonis                                                     | 2011             | Replica van kapel aan Oude Breestraat |                |
| Mariakapel                                                           | Beverlaan 3a                                        | Son, dorp in de gemeente Son en Breugel                           | 1950             | Cees Geenen                           |                |
| Mariakapel (Gedachtenismonumentje)                                   | Kanaaldijk Noord 21                                 | Son, dorp in de gemeente Son en Breugel                           | 1946             | Lavrijssen                            |                |
| Mariakapel                                                           | Oudendijk 1                                         | Standdaarbuiten, dorp in de gemeente Moerdijk                     | 1951             |                                       |                |
| Mariakapel                                                           | Pastoor Verheijdenstraat (kruising Buitendijk)      | Noordhoek, dorp in de gemeente Moerdijk                           | 1951             |                                       |                |
| Mariakapel                                                           | Landgoed Dassenberg, Halsterseweg                   | Steenbergen                                                       |                  |                                       |                |
| Mariakapel                                                           | Ten Brakeweg                                        | Sterksel, een van de kernen van de gemeente Heeze-Leende          | 1950             |                                       |                |
| Mariakapel (Munnikenhof)                                             | Poolsedreef                                         | Terheijden, dorp in de gemeente Drimmelen                         | 1954             |                                       |                |
| Onze Lieve Vrouw in 't Zandkapel                                     | Zandoerle                                           | Veldhoven-Zandoerle                                               | 1807             |                                       |                |
| Mariakapel                                                           | Westerveldseweg                                     | Veldhoven-Heers                                                   | 1990             |                                       |                |
| Sint-Josephkapel                                                     | Sint Josephplein                                    | Venhorst, dorp in de gemeente Boekel                              |                  |                                       |                |
| Sint-Cunerakapel                                                     | Kaathoven 32                                        | Vinkel-Kaathoven, gehucht in de gemeente Maasdonk                 | Ca. 1535         |                                       |                |
| Mariakapel                                                           | Burgemeester Zwaansweg                              | Vlijmen, plaats in de gemeente Heusden                            |                  |                                       |                |
| Mariakapel                                                           | Tuin Huize Steenwijk, Boxtelseweg                   | Vught                                                             | 1840             |                                       |                |
| Mariakapel                                                           | Molenstraat                                         | Waalre                                                            | 1950             |                                       |                |
| Mariakapel                                                           | Kloosterweg                                         | Waalwijk                                                          | 1947             | Jos van Hulten                        |                |
| Mariakapel                                                           | Schotse Hooglanderstraat-Camelietenstraat           | Waspik, dorp in de gemeente Waalwijk                              | 1947             |                                       |                |
| Mariakapel                                                           | Hoogstraat                                          | Welberg, dorp in de gemeente Steenbergen                          | 1933             |                                       |                |
| Sint-Antoniuskapel                                                   | Schoolstraat-Kapeleind                              | Wijbosch, dorp in de gemeente Schijndel                           | 1987             | Virgilius van Liempd                  |                |
| H. Jacobus de Meerderekapel, (Kerkhofkapel)                          | Begraafplaats, Kerkstraat                           | Zeeland, dorp in de gemeente Landerd                              | 1914             |                                       |                |
| Onze Lieve Vrouw hulp der Christenenkapel                            | Kapelweg                                            | Zeeland, dorp in de gemeente Landerd                              | Ca. 1948         |                                       |                |
| Onze-Lieve-Vrouw van de Boodschapkapel                               | Onze-Lieve-Vrouwestraat 108                         | Zegge, dorp in de gemeente Rucphen                                | Ca. 1459         |                                       |                |
| Mariakapel                                                           | Driehoefijzersstraat                                | Zevenbergschen Hoek, dorp in de gemeente Moerdijk                 |                  |                                       |                |
| St. Antonius kapel                                                   | Sint Antoniusweg (Antoniusbosje)                    | Mierlo, een plaats in de gemeente Geldrop-Mierlo,                 | 1985             |                                       |                |
| Mariakapel                                                           | Stoofstraat/Lagestraat                              | Halderberge plaats in gemeente Oud Gastel                         | 1935             |                                       |                |